# Katja Herbers
Katja Mira Herbers (Amsterdam, 19 ottobre 1980) è un'attrice olandese, nota per essere la protagonista della serie Evil.

## Filmografia

### Cinema
- Süskind - Le ali dell'innocenza, regia di Rudolf van den Berg (2012)

### Televisione
- Soko 5113 – serie TV, episodio 38x23 (2013)
- Manhattan – serie TV, 23 episodi (2014-2015)
- The Americans – serie TV, episodi 3x02-3x04-3x06 (2015)
- The Leftovers - Svaniti nel nulla (The Leftovers) – serie TV, episodi 3x04-3x06-3x08 (2017)
- Manhunt: Unabomber – serie TV, 4 episodi (2017)
- Westworld - Dove tutto è concesso (Westworld) – serie TV (2018-2020)
- Evil – serie TV, 50 episodi (2019-2024)